# Agencia Europea de Defensa
La Agencia Europea de Defensa (AED o EDA, por sus siglas en inglés) es una agencia de la Unión Europea, encargada de la cooperación e investigación de las actuales y futuras capacidades militares de los Estados de la Unión (UE), fortaleciendo así la industria europea de defensa. Inicialmente se creó para la cooperación entre Estados, pero en la actualidad tiene varios programas de investigación de armamento militar diseñados y financiados por la Comisión Europea. Está adscrita a la Dirección General de Industria de Defensa y Espacio (DG DEFIS) y se encuentra subordinada al Alto Representante de la Unión (vicepresidente ejecutivo de la Comisión).
Es una de las tres agencias de la Unión Europea que funcionan exclusivamente en el ámbito de la Política Común de Seguridad y Defensa. Su rol consiste en impulsar la cooperación en materia de defensa mediante determinados proyectos e iniciativas que puedan «mejorar su potencial de defensa en el campo de gestión de crisis» y que tengan la capacidad de «afrontar las necesidades militares del mañana». Actúa, por lo tanto, como «catalizador» de las demandas del presente para delinear propuestas de mejora y nuevas líneas de trabajo, según la propia agencia.
Realiza funciones de coordinación y cooperación intergubernamental a nivel comunitario en todos los asuntos relacionados con las capacidades defensivas de los Estados miembros, principalmente a través de la aproximación y progresiva integración de sus industrias militares y la cooperación tecnológica y de investigación en materia defensiva.
La AED supone una de las más recientes expresiones institucionales de la tradición europea destinada a cooperar en materia de defensa, cuyo origen son los acuerdos posteriores a la Segunda Guerra Mundial. En los últimos años, la AED ha optado por una marcada estrategia de colaboración con diferentes instituciones que investigan asuntos relacionados con el control aéreo y espacial: desde junio de 2011 trabaja conjuntamente con la Agencia Espacial Europea (ESA) para llevar a cabo misiones de inteligencia, vigilancia y reconocimiento, mejora de las comunicaciones vía satélite de los drones y seguridad espacial. Por otro lado, también participa desde junio de 2013 en algunos de los programas de la Agencia Europea de Seguridad Aérea (AESA) entre los cuales destacan el de los aviones de «doble uso» (civil y militar), el de UAV, y sus respectivas regulaciones. De esto se deduce la creciente preocupación de las instituciones europeas por el campo de batalla aéreo, que se revela como el espacio de combate del futuro para los países que dispongan de aviones de tecnología avanzada, puesto que no obliga a desplegar tropas físicas en suelo enemigo y en consecuencia disminuye la oposición política a tales operaciones. 
La AED realiza su función para todos los Estados de la Unión Europea. El último Estado en unirse a la agencia es Dinamarca, que hasta marzo de 2023 tenía una cláusula de exclusión voluntaria en los asuntos de defensa de la UE.
La Agencia Europea de Defensa fue establecida por mediante decisión del Consejo de la Unión Europea el 12 de julio de 2004, siguiendo las recomendaciones adoptadas por el Consejo Europeo de Tesalónica y anticipándose a las previsiones del entonces proyecto fallido de Constitución Europea redactado por la Convención, más tarde dicha agencia se incluyó en el Tratado de Lisboa. Su sede se encuentra en Bruselas (Bélgica).

## Tareas
El Consejo estableció que la AED debía "apoyar a los Estados miembros y al propio Consejo en su esfuerzo de mejorar las capacidades de defensa europeas en los asuntos de gestión de crisis y sostener la política europea de seguridad y defensa así como mantenerla ahora y en el futuro". Dentro su misión se encuentran cuatro funciones principales:;
- Desarrollar las capacidades de defensa.
- Promocionar la investigación y desarrollo tecnológico en materia de defensa.
- Promocionar la cooperación en armamento.
- Crear un mercado competitivo de equipamiento militar europeo y fortalecer las bases tecnológicas e industriales de Europa.

Entre sus programas de trabajo concretos, pensados para solventar «potenciales grietas críticas», se encuentran el desarrollo del Eurodrón MALE RPAS de última generación para el período 2020-2028, el diseño de una red de satélites para las comunicaciones gubernamentales o GOVSATCOM que pueda «facilitar las misiones militares o civiles en ambientes sin demasiada infraestructura de apoyo», o tareas relativas al reabastecimiento en vuelo para operaciones de combate en el aire.

## Estructura
Este cuerpo posee personalidad jurídica y su dirección reside en tres elementos.
- Jefe de la Agencia: responsable de la organización y funcionamiento general, asegurando la implementación de las directrices y decisiones. El cargo corresponde al Alto Representante de la Unión para Asuntos Exteriores y Política de Seguridad (vicepresidente ejecutivo de la Comisión Europea)
- Dirección administrativa: el cuerpo de la agencia para la toma de decisiones, compuesto por los ministros de defensa de los Estados miembros con un representante de la Comisión Europea y liderado por el Jefe de la Agencia.[6]
- Consejero o Director Ejecutivo: jefe del personal y responsable de la supervisión y coordinación de las unidades. Actualmente Jiří Šedivý, quien sucedió a Jorge Domecq en su cargo en mayo de 2020.

## Historia
La Agencia Europea de Defensa es la continuación del trabajo realizado por la Unión Europea Occidental (UEO) para la efectiva transferencia de sus funciones al marco de la UE, y desmantelar así la estructura de la UEO.

## Crítica
La Agencia Europea de Defensa actúa de facto como lobby de la industria armamentística, presiona para que los países de la Unión «aumenten continuamente sus inversiones en I+D de defensa»  y «pone la seguridad nacional bajo una línea / límite en el presupuesto de la UE», de manera que permite «dar apoyo a los programas de investigación de la industria de armamento con dinero de la UE».
De esto surgen dos observaciones fundamentales: en primer lugar, con la AED se blinda de posibles críticas el desarrollo de armamento por parte de los estados al ampararlo bajo el paraguas europeo, que no se encuentra sometido a tanto control por parte de la sociedad civil. Esto elude en cierta medida la supervisión democrática, y dificulta que el I+D militar real pueda ser objeto de análisis pormenorizado. En segundo, la AED dota a la industria militar de un poderoso aliado (o incluso de un auténtico grupo de presión) mediante el cual transmite sus exigencias a los Estados miembros, que dedican un porcentaje de sus presupuestos públicos a participar (directa e indirectamente) del desarrollo militar privado. 
Al definirse como organismo de defensa europeo «en abstracto», la AED «debe actuar como organismo catalizador para un (...) cambio de paradigma en lo que hace referencia a la defensa que ha de abordar la UE: (...) ha de pensar en una defensa territorial y en operaciones de despliegue en lugares remotos». Diluye, por lo tanto, la distinción entre lo que entendemos por «defensa» y «seguridad», puesto que «mientras la primera se nutre de los presupuestos de los ministerios de defensa, la segunda puede ser financiada por la Comisión Europea. El truco consistirá en ‘mantener la diferenciación oficial pero asegurar que se lleve a cabo la investigación más relevante Archivado el 29 de mayo de 2018 en Wayback Machine.’» . En consecuencia, «se evitan las sensibilidades políticas, sencillamente llamando producción de seguridad a la producción militar Archivado el 29 de mayo de 2018 en Wayback Machine.».
La progresiva asimilación de las tecnologías militares en programas de aparente «seguridad interna» anticipa además un futuro en el cual las tecnologías, estrategias y pautas militarizadas de control se diluyen en el seno de la sociedad civil. La falta de distinciones entre lo concerniente a la guerra y a la paz nos sitúa en un escenario en el cual unas categorías anteriormente antagónicas se entremezclan, lo que en las condiciones actuales significa que la matriz bélica acaba articulando el funcionamiento de la vida civil en las sociedades democráticas (una dinámica que se ha acelerado significativamente tras la declaración oficial de la «guerra contra el terror» en el año 2001).